# Permis de démolir (France)
Le permis de démolir est un acte administratif qui concerne la démolition totale ou partielle d'une construction, notamment en fonction de son intérêt patrimonial ou de celui du lieu où elle se situe, au regard des règles d'urbanisme applicables.
Le permis de démolir constitue un moyen de protection du patrimoine bâti, des quartiers, des monuments et des sites, notamment grâce à l'avis conforme de l'architecte des bâtiments de France dans la plupart des cas où ce permis est exigé et jusqu'en 2005, il permettait également une protection des occupants des logements anciens au titre de la loi du 1er septembre 1948. Il s'inscrit dans l'ensemble des autorisations d'urbanisme, avec les permis de construire et d'aménager et la déclaration préalable de travaux.

## Historique
La notion de permis de démolir est plutôt récente dans le droit de l'urbanisme, puisqu'il n'a été codifié que par la loi du 31 décembre 1976 qui regroupe différentes autorisations de démolitions existantes en une seule et unique demande.
En effet, auparavant, le permis de démolir était notamment régi par la loi du 31 décembre 1913 assurant la protection des monuments historiques, et par l'article 22  l'ordonnance du 11 octobre 1945  « instituant des mesures exceptionnelles et temporaires en vue de remédier à la crise du logement » au sortir de la Seconde Guerre mondiale et de ses destructions.
Les travaux de démolitions sont très encadrés, depuis cette réforme de 1976 et même avant. Les projets de démolitions nécessitant un permis s’effectuent dans le cadre de la protection des monuments historiques, des sites et des monuments naturels. La force publique peut aussi intervenir sans permis de démolir en matière de police sur les bâtiments insalubres ou déclarés en péril. 
Le régime du permis de démolir n’a que très peu évolué au cours de plusieurs décennies. Cependant, une importante réforme de cette autorisation a été effectuée par l’ordonnance du 8 décembre 2005 et son décret d’application du 5 janvier 2007, dans le cadre de la réforme générale des autorisations d’urbanisme.
Cette réforme générale a porté principalement sur la simplification du champ d’application ainsi que sur la procédure d'autorisation du permis de démolir. L’objectif social de protection des occupants a été remplacé par l’objectif unique de protection ou de mise en valeur du patrimoine bâti, des quartiers, des monuments et des sites. Au niveau de la procédure, la réforme a autorisé le dépôt conjoint de différentes autorisations, telles que le permis de démolir et le permis de construire.

## Champ d’application

### Champ d’application territorial
La législation du permis de démolir ne s'applique pas sur tout le territoire national, à la différence de celle du permis de construire depuis 1943. Selon l'article L. 421-3 du code de l'urbanisme, le permis de démolir n'est exigé que :
- lorsque la construction relève de l'une des protections particulières visées à l'article R. 421-28 du code de l'urbanisme[6], parce qu'elle-même ou la zone dans laquelle elle se situe présentent un intérêt patrimonial ou environnemental ;
- lorsque la construction est située dans une commune qui a instauré le permis de démolir sur tout ou partie de son territoire en application de l'article R. 421-27 dudit code[6].

Réglementation nationale
Les constructions et les secteurs, énumérés à l’article R. 421-28 du code de l’urbanisme, pour lesquels le permis de démolir doit s’appliquer en fonction de la législation nationale sont les suivants :
- périmètre d'un site patrimonial remarquable (SPR) créé en application de l'article L. 631-1 du code du patrimoine incluant les anciens secteurs sauvegardés et ZPPAUP ;
- périmètre d'une opération de restauration immobilière définie à l'article L. 313-4 du code de l'urbanisme ;
- site inscrit ou site classé ou en instance de classement en application des articles L. 341-1 et L. 341-2 du code de l'environnement ;
- abords des monuments historiques définis à l'article L. 621-30 du code du patrimoine ;
- monument historique inscrit au titre de l'article L. 621-25 du code du patrimoine.

Réglementation locale
Les cas énumérés à l’article R. 421-28 du code de l’urbanisme, pour lesquels le permis de démolir doit s’appliquer en fonction de la réglementation locale sont les suivants :
- élément présentant un intérêt patrimonial, paysager ou écologique protégé au plan local d'urbanisme ou document d'urbanisme en tenant lieu en application des articles L. 151-19 ou L. 151-23 du code de l'urbanisme[7] ou à défaut de tels documents par l'article L. 111-22 dudit code.

Au titre de la politique de rénovation urbaine, une loi importante a permis de mettre en place un nouvel urbanisme au sein des villes, la loi du 13 décembre 2000 sur la solidarité et le renouvellement urbain (SRU), qui a pour but de limiter l’extension des villes en essayant également de repenser différemment les moyens de démolition et de reconstruction.
Le champ d’application territorial du permis de démolir peut être étendu au niveau local, soit sur tout ou partie du territoire communal, soit à l'égard des constructions identifiées comme devant être protégées dans le cadre d’un document de planification urbaine ou, pour les communes non dotées d’un PLU ou d’un document en tenant lieu, en tant qu’élément de patrimoine ou de paysage à protéger et à mettre en valeur, par délibération du conseil municipal après enquête publique.
Le but de ce dispositif est intéressant puisque, que ce soit sous les dispositions antérieures du code ou de celles existant désormais depuis la réforme, on peut mettre en place une protection efficace du patrimoine bâti au plan local, indépendamment de toute procédure spécifique nationale.

### Champ d’application matériel
Nature des travaux
Dans son champ matériel le permis de démolir s'applique aux constructions existantes selon l'article L. 421-3 du code de l'urbanisme. Les travaux qui doivent être précédés d'un permis de démolir sont, en vertu des articles R. 421-27 et 28 de ce  code, ceux qui ont « pour objet de démolir ou de rendre inutilisable tout ou partie d'une construction ».
Dans le cas d'une démolition partielle du gros œuvre, celle-ci doit être « substantielle » (CE 14 mai 2014, SCI ALPANGA, no 359847 ; CAA Marseille 16 décembre 2016, cts E, n°14MA04701), ce qui exclut la simple réfection d'une toiture, l'ouverture d'une seule baie ou la démolition d'une surface mineure de plancher, de tels travaux relevant désormais de la déclaration préalable de travaux, prévue à l'article R. 421-17 a), c), d) ou f) du code de l'urbanisme, notamment en cas de modification de décors intérieurs répertoriés dans un PSMV.
Le contrôle par le permis de démolir de la protection du logement pour des raisons sociales, en particulier au titre de la loi du 1er septembre 1948, a disparu avec la réforme de 2005/2007.
Travaux exemptés
L’article R.421-29 du code de l'urbanismeénumère les cas de dispense de permis de démolir :
- démolitions couvertes par le secret de la défense nationale ;
- démolitions effectuées en application du code de la construction et de l'habitation sur un bâtiment menaçant ruine ou en application du code de la santé publique sur un immeuble insalubre ;
- démolitions de bâtiments frappés de servitude de reculement en exécution de plans d'alignement approuvés en application des articles L. 112-1 et suivants du code de la voirie routière ;
- démolitions effectuées en application d'une décision de justice devenue définitive.

Construction à titre précaire
Les travaux de démolition des constructions à titre précaire sont également implicitement dispensées de permis de démolir. Selon les articles L. 433-2 et 3 et R. 433-1 du code de l’urbanisme, les constructions provisoires délivrées par un permis de construire à titre précaire sont en effet limitées dans la durée.

## Régime de délivrance
Le régime de délivrance du permis de démolir a été nettement reformé et simplifié par l’ordonnance no 2005-1527 du 8 décembre 2005 relative au permis de construire et aux autorisations d’urbanisme et son décret d'application no 2007-18 du 5 janvier 2007, entrée en vigueur le 1er octobre 2007.  
En vertu de l'article R. 431-21 du code de l'urbanisme, lorsque les travaux projetés nécessitent la démolition de « bâtiments » soumis au régime du permis de démolir, la demande de permis de construire ou de d'aménager doit, soit porter à la fois sur la démolition et sur la construction ou l'aménagement, soit être accompagnée de la justification du dépôt (récépissé) de la demande de permis de démolir.
En effet, le permis de construire ou d'aménager peut valoir permis de démolir en vertu des articles L. 451-1 ou L. 441-1 du code de l'urbanisme.
L'article R. 431-36 du code de l'urbanisme relatif à la composition de la déclaration préalable de travaux renvoie aux mêmes dispositions de l'article R.431-21, mais limitées désormais à la présentation du seul récépissé, depuis qu'en juin 2017 le formulaire CERFA de cette déclaration a supprimé le cadre 6 relatif aux démolitions.
La procédure relative au permis de démolir se décompose en trois phases : la demande, l’instruction et la décision.

### La demande
La  demande de permis de démolir est faite par le ou les propriétaires du ou des terrains, leur mandataire, par une ou plusieurs personnes attestant être autorisées par eux à exécuter les travaux ou par une personne ayant qualité pour bénéficier de l'expropriation pour cause d'utilité publique.
Le demandeur y atteste qu’il remplit les conditions pour déposer une demande de permis, le demandeur étant ainsi entièrement responsable de sa déclaration. La qualité du pétitionnaire du permis de démolir s’apprécie en fonction des textes et conventions en vigueur le jour où l’administration statue sur la demande du permis. Les personnes bénéficiant de l’expropriation pour cause d’utilité publique peuvent être notamment l’État, les collectivités territoriales et leurs groupements, les établissements publics, les concessionnaires des services publics.
Présentation de la demande
La forme de la demande est édictée aux arrêtés A.451-1 et A.453-4 du Code de l'urbanisme. Le but est que la demande de permis de démolir doit être établie conformément au formulaire CERFA. Le contenu de la demande R.451-1 du Code de l'urbanisme. La demande de permis de démolir doit contenir trois séries d’informations. L’identité du demandeur, accompagnée de l’attestation de sa qualité pour présenter la demande
Dépôt, enregistrement et publicité
La demande de permis de démolir doit être déposée auprès de la mairie de la commune dans laquelle les travaux sont envisagés conformément aux dispositions de l'article R.423-1 du Code de l'urbanisme. Ce dépôt peut être fait par voie dématérialisée. C'est d'ailleurs obligatoirement le cas depuis fin 2024 pour les demandes formulées par une personne morale lorsque l'immeuble est situé dans une commune de plus de 3 500 habitants.
Le maire affecte un numéro d’enregistrement à la demande et en délivre récépissé.
Transmissions de la demande
Les conditions  pour les transmissions de la demande sont prévues aux articles R.423-7 à R.423-13 Code de l'urbanisme. Lorsque l’autorité compétente pour délivrer le permis est le maire au nom de la commune, celui-ci transmet un exemplaire de la demande au préfet dans la semaine qui suit le dépôt.

### Instruction

#### Autorité chargée de l’instruction
Conformément aux dispositions de l'article R.423-15 du code de l’urbanisme, le maire ou le président de l’EPCI compétent peut charger des actes d’instruction les services municipaux, d'une autre collectivité territoriale, d'une intercommunalité ou d'un syndicat mixte, d'une agence départementale, parfois de l'Etat ou d'un prestataire privé.

#### Délais d’instruction
Le délai d’instruction de la demande du permis de démolir court à compter de la réception en mairie d’un dossier complet. Il est normalement de deux mois à compter du dépôt d'une demande complète. Toutefois, ce délai est modifié dans les cas prévus par les articles R.423-24 à R.423-33 code l'urbanisme : 
Le délai d’instruction est prolongé de trois mois quand le maire ou l’autorité compétente pour délivrer le permis a saisi le préfet de région d’un recours contre l’avis de l’architecte des bâtiments de France (ABF) dans plusieurs cas notamment dans des litiges dans l’autorité compétente sur le permis de démolir en fonction du secteur ou la démolition se passe notamment dans le cadre du code du patrimoine comme l’article L.621-31 code du patrimoine ou encore l’article L.642-3 code du patrimoine
Lorsque le délai d’instruction de droit commun d’une demande du permis de démolir est modifié pour application d’un des délais particuliers, l’autorité compétente l'indique au demandeur, dans le délai d’un mois à compter de la réception ou du dépôt du dossier à la mairie.
Si l'autorité compétente estime que le dossier est incomplet, elle en informe le demandeur dans le délai d’un mois à compter de la réception ou du dépôt du dossier à la mairie par  une lettre recommandée avec la demande d’avis de réception ou un courrier électronique, indiquant les pièces manquantes. L’article R.423-38 du code de l’urbanisme précise que les pièces manquantes doivent être indiquées d’une façon exhaustive. Le délai d'instruction ne débutera qu'au dépôt de ces pièces en mairie.

### La décision

#### Autorité compétente pour prendre la décision de délivrer un permis de démolir
Les articles L.422-1 à L.422-3 du code de l’urbanisme déterminent que le permis de démolir est déterminé par : le maire, au nom de la commune, dans les communes qui se sont dotées d’un plan local d’urbanisme ou d’un document d'urbanisme en tenant lieu, le préfet ou le maire au nom de l’État dans les autres communes, le président de l’EPCI, lorsqu’une commune lui a délégué la compétence pour délivrer le permis de construire, d’aménager ou de démolir, le préfet au nom de l’état dans certaines hypothèses énumérées par les articles L.422-2 et R.422-2 du code de l’urbanisme.

#### Règles de fond sanctionnées par la décision dans le permis de démolir
La décision doit être prise sur le fondement des seules dispositions régissant le permis de démolir, et notamment sans pouvoir tenir compte des règles régissant le permis de construire.
Dans le cas d’un immeuble menaçant une ruine certaine, l’article L.451-2 du code de l’urbanisme dispose que le permis de démolir ne peut être refusé lorsque la démolition est le seul moyen de mettre fin à la ruine de l’immeuble. L’administration doit se livrer a une appréciation des faits quant à l’état de ruine de l’immeuble faisant l’objet de la demande de démolition, en fonction de chaque cas d’espèces ce qui peut s’avérer délicat, notamment lorsqu'il s'agit d'un immeuble ancien présentant en fait un intérêt architectural ou patrimonial. Ainsi, selon l'article L. 111-23 du code de l'urbanisme, la restauration d'un bâtiment dont il reste l'essentiel des murs porteurs peut être autorisée lorsque son intérêt architectural ou patrimonial en justifie le maintien. En matière de procédure de péril, selon l'article R. 511-2 du code de la construction et de l'habitation, comme également au titre de la procédure d'insalubrité selon l'article R. 1331-4 du code de la santé publique, l'avis de l'architecte des bâtiments de France, consulté sur l'ordre de réparation ou de démolition de l'immeuble, est simple et non pas conforme et il est réputé émis en l'absence de réponse dans un délai de seulement quinze jours.
Par ailleurs, l'état de ruine étant souvent dû a un abandon de l'immeuble par ses propriétaires, notamment en cas d'indivision successorale non clôturée, les articles L.2243-1 et suivants du code général des collectivités territoriales permettent au maire, lorsque des immeubles, parties d'immeubles, installations ou terrains sans occupant à titre habituel ne sont manifestement plus entretenus, d’engager une  procédure de déclaration d'abandon manifeste du bien en cause situé à l'intérieur du périmètre de l'agglomération, puis d'engager une procédure d'expropriation. Le maire saisit alors le conseil municipal qui décide s'il y a lieu de déclarer le bien en état d'abandon manifeste et d'en poursuivre l'expropriation au profit de la commune, d’un organisme y ayant vocation ou d’un concessionnaire d’une opération d’aménagement visé à l’article L. 300-4 du code de l’urbanisme, en vue  soit de la construction ou de la réhabilitation aux fins d’habitation, soit de tout objet d’intérêt collectif relevant d’une opération de restauration, de rénovation ou d’aménagement. Cette procédure, qui permet donc de restaurer un immeuble ancien présentant un intérêt architectural, avant que sa ruine trop avancée ne puisse conduire qu'à sa démolition, se distingue du régime des biens vacants et sans maître et de celui des successions en déshérence ouvertes au profit de l'État, régis respectivement par les articles L.1123-1 du code général de la propriété des personnes publiques et 713 du code civil.

#### Protection du patrimoine et des sites
Depuis l'introduction de l'article R. 430-13 du code de l'urbanisme par l'article 1er du décret no 77-738 du 7 juillet 1977 relatif au permis de démolir désormais repris aux articles R. 425-1 à 2 et R. 425-16 à 18 du code de l'urbanisme, la protection du patrimoine bâti, des quartiers, des monuments et des sites est également assurée par la décision prise sur la demande de permis de démolir au vu de l'avis conforme de l'architecte des bâtiments de France. En effet, si celui-ci est défavorable, l’administration a une compétence liée et est tenue de refuser le permis de démolir, ou de reprendre les prescriptions dont il est assorti, dans les cas suivants :
- abords de monuments historiques classés ou inscrits (R. 425-1 du CU) ;
- site patrimonial remarquable incluant les anciens secteurs sauvegardés (R. 425-2 du CU) ;
- site inscrit (R. 425-18 du CU). En revanche l'avis de l'ABF est simple en site inscrit pour les autres autorisations d'urbanisme. Mais il demeure conforme en cas de permis de construire ou d'aménager valant permis de démolir en vertu des articles L. 451-1 ou L. 441-1 du code de l'urbanisme (CE 16 mars 2015, Ville de Paris, no 380498).

L'avis conforme de l'architecte des bâtiments de France sur le permis de démolir en zone patrimoniale, a ainsi constitué depuis 1977 le principal et le plus efficace moyen de protection du patrimoine architectural français non protégé au niveau national, en contrecarrant les abus, à partir surtout des années 1960, de la spéculation immobilière, que ce soit en site inscrit, couvrant par exemple intégralement les onze premiers arrondissements centraux de Paris depuis 1975, en site patrimonial remarquable dans les villes d'art ou aux abords de monuments historiques dans les villes moyennes ou village ruraux. 
Le bénéfice des dispositions de l'avis conforme, pour la protection du patrimoine, est néanmoins remis en cause 55 ans plus tard dans certaines procédures pouvant également aboutir à la démolition, par les parlementaires de La République en marche, soutenus par ceux du groupe Les Républicains, dans le cadre du projet de loi ELAN, à la demande expresse du président Macron selon Le Canard enchainé, ainsi que du ministre de la cohésion des territoires Jacques Mézard et de la ministre de la culture Françoise Nyssen, accusée elle-même de conflit d'intérêts personnel, en raison de désaccords persistants avec l'architecte des bâtiments de France sur des travaux irréguliers réalisés par sa société dans le site patrimonial remarquable d'Arles. 
Il n'a pas été prévu, par exemple, de faciliter en l'espèce la procédure des articles L. 2243-1 et suivants du code général des collectivités territoriales permettant au maire, lorsqu'un immeuble n'est manifestement plus entretenu, d’engager une procédure de déclaration d'abandon manifeste conduisant à son expropriation par la commune avant sa ruine irrémédiable, ou  d'ajouter spécialement aux cas d'astreinte pour faire cesser un péril (L. 511-15 du code de la construction et de l'habitation) ou une insalubrité (L. 1331-24 du code de la santé publique), les immeubles présentant localement un intérêt patrimonial reconnu ou qui sont répertoriés dans un site patrimonial remarquable, en vertu des articles L. 151-19, L. 111-22 et L. 123-1-5.III.2° du code de l'urbanisme et L. 631-4 c, L. 632-1, voire L. 621-25 du code du patrimoine, afin de favoriser leur réhabilitation en ajoutant cette possibilité parmi les missions de l'Agence nationale de l'habitat et avec son aide éventuelle. Le pouvoir de police en matière de péril et de salubrité est exercé selon les cas définis aux articles L. 511-4 à L. 511-5 du code de la construction et de l'habitation, par le maire, le préfet ou à Paris le préfet de police.  
Au contraire, par l'article 56 de la loi ELAN qui créé l'article L. 632-2-1 du code du patrimoine, l'avis conforme de l'architecte des bâtiments de France a été expressément exclu de ces dernières procédures de péril et d'insalubrité, en s'alignant a minima sur les articles R. 511-2 du CCH et R. 1331-4 du CSP, ce qui peut pourtant aboutir à la démolition pure et simple d'un immeuble remarquable, alors que ces procédures sont déjà exonérées de permis de démolir par l'article R. 421-29 du CU. Il suffira désormais à un promoteur d'acquérir un immeuble dans un quartier ancien ou une ville d'art, même présentant un intérêt patrimonial certain, puis de ne plus l'entretenir plusieurs années voire de provoquer sciemment sa simple insalubrité, pour pouvoir ensuite le démolir plus facilement en cas de complicité du maire, sans que les autorités chargées de la protection du patrimoine puisse efficacement faire pression sur les acteurs pour sauver un tel immeuble de la destruction. 
Par ailleurs, le projet de loi ELAN prévoit que les élus puissent modifier les périmètres de protection des monuments historiques sans l'avis conforme de l'architecte des bâtiments de France et qu'en l'absence de réponse du préfet de région à un recours contre leurs avis conformes sur tous types d'autorisations d'urbanisme, sans même faire l'exception nécessaire du permis de démolir..., ce silence vaudra acceptation dudit recours au lieu actuellement de son rejet. De telles atteintes n'avaient pas été portées au patrimoine français non protégé monument historique, depuis plus d'un demi-siècle et l'instauration de la protection des quartiers anciens par la loi Malraux.
L'avis donné sur la demande de permis de démolir par le préfet, ou le cas échéant par l'autorité compétente qui s'y substitue, revêt également un caractère conforme dans les cas suivants :
- monument historique inscrit (R. 425-16 du CU) ;
- cœur d'un parc national (R. 425-17 du CU) ;
- réserve naturelle (R. 425-4 du CU) ;
- site classé ou en instance de classement (R. 425-17 du CU) ;

Le juge exerce un contrôle de l’erreur manifeste d’appréciation de la décision de permis de démolir et, le cas échéant, de l'avis conforme sur laquelle elle s'est fondé (CE, 17 janvier 1996, Ville de Paris). 
Si l’ABF n’a pas donné d’avis défavorable, l’autorité compétente n’est pas tenue de refuser le permis de démolir. Mais elle conserve toujours la possibilité de le refuser néanmoins de son propre chef en se basant sur les dispositions de l'article L.421-6 du code de l'urbanisme (CE 7 juillet 2008, Cne de Verdun, 296438 ; CAA Marseille 10 avril 2014, Société Compagnie des Salins du Midi, 12MA00345).
En effet, dans une zone ou sur un immeuble qui ne bénéficie d'aucune protection nationale, notamment en vertu de la législation sur les monuments historiques, que celui-ci soit ou non protégé localement au titre des articles L. 151-19 ou L. 111-22 du code de l'urbanisme, lorsque la construction à démolir présente un intérêt patrimonial manifeste, l’autorité qui statue sur la demande de permis de démolir conserve toujours une marge d’appréciation pour refuser le permis de démolir ou l'assortir de prescriptions spéciales, même en présence d’un avis favorable de l’ABF ou du préfet, en se basant sur les dispositions plus générales du second alinéa de l’article L. 421-6 (ex-L. 430-5) du code de l’urbanisme, qui disposent :
« le permis de démolir peut être refusé ou n'être accordé que sous réserve de l'observation de prescriptions spéciales si les travaux envisagés sont de nature à compromettre la protection ou la mise en valeur du patrimoine bâti ou non bâti, du patrimoine archéologique, des quartiers, des monuments et des sites. » 
L'article L. 421-6 permet ainsi d'éviter la destruction d'un immeuble qui présente un intérêt patrimonial dans un « quartier » ancien ou celle de vestiges archéologiques, protégés par ailleurs par l'article R. 111-4 du Code de l'urbanisme. Le juge administratif contrôle également l'erreur manifeste d'appréciation des décisions de permis de démolir, au regard de ces dispositions. Certaines décisions de justice ont validé un refus de permis de démolir pour atteinte portée aux sites ou aux quartiers anciens (CE 12 octobre 1994, Terdjan, 103112 (repaire de Cartouche au 9 rue Saint-Sébastien à Paris 11e, mais démoli avant... le pourvoi) ; CAA Nancy 23 mars 2000, Ville de Douai, 96NC02209 (immeuble remarquable du XVIIIe siècle) ; CAA Nantes 3 février 2012, Association mémoire vivante du patrimoine gestois, 11NT0853 (église néogothique de Gesté, mais néanmoins démolie en 2013 !) ; CAA Nantes 13 juillet 2012, M. et Mme Mirko, 10NT01780 (clôture ancienne protégée localement) ; TA Paris 26 avril 2007, Sté EC Immobilier, 05.18947/7 (immeuble faubourien parisien)).   
Dans la mesure où un recours en annulation n'est pas suspensif et où la démolition peut donc être exécutée avant... le jugement (voire en dépit de celui-ci !), sous réserve du délai pour pouvoir exécuter la démolition, prévu aux articles R. 425-30 (en site inscrit) ou R. 452-1 du code de l'urbanisme, il est prudent d'assortir un recours contentieux contre un permis de démolir d'un référé suspension, jugé normalement en quelques semaines.

#### Contestation de l’avis de l’architecte des bâtiments de France
Les articles R. 424-14 (demandeur) ou R. 423-68 (maire) du code de l’urbanisme, prévoient la possibilité d’appel de l’avis de l’architecte des bâtiments de France à l’occasion de l’instruction d’une demande du permis de démolir dans les sites patrimoniaux remarquables ou abords de monuments historiques. En cas de désaccord avec l’architecte des bâtiments de France sur la compatibilité des travaux avec le plan de sauvegarde et de mise en valeur ou sur les prescriptions imposées au propriétaire, le représentant de l’État dans la région émet, après consultation de la section compétente de la commission régionale du patrimoine et des sites, un avis qui se substitue à celui de l’architecte des bâtiments de France.

#### Formalités de l’affichage du permis de démolir à la suite de la décision
La décision accordant ou refusant le permis de démolir doit être notifiée au demandeur par lettre recommandée avec la demande d’avis de réception postal, ou, dans les cas prévus à l’article R.423-48 du code de l’urbanisme.
La mention du permis de démolir explicite ou tacite doit être affichée sur le terrain, de manière visible de l’extérieur, sur un panneau rectangulaire dont les dimensions doivent être supérieures à 80 centimètres, par les soins de son bénéficiaire, dès la notification de l’arrête ou dès la date à laquelle le permis tacite est acquis et pendant toute la durée du chantier selon les dispositions de l’article R.424-15 et A.424-15 du code de l’urbanisme.

#### Délais de validité
Les règles relatives à l’entrée en vigueur de la décision accordant un permis de démolir sont dérogatoires par rapport aux dispositions régissant l’entrée en vigueur du permis de construire ou d’aménager. En effet, le permis de démolir accordé par une décision explicite ne devient exécutoire que quinze jours après sa notification et sa transmission au préfet, lorsque la décision est de la compétence du maire ou du président de l’EPCI.
Le délai de validité du permis de démolir se trouve suspendu jusqu’au prononcé de la décision juridictionnelle irrévocable en cas de recours devant  la juridiction administrative contre le permis ou du recours devant la juridiction civile en application de l’article L.480-13 du code de l'urbanisme.
Le permis de démolir peut être prorogé deux fois pour une année, sur la demande de son bénéficiaire si les prescriptions d’urbanisme et les servitudes administratives de tous ordres auxquelles est soumis le projet n’ont pas évolué de façon défavorable à son égard.
Péremption du permis de démolir
L’article R.424-17 du code de l’urbanisme dispose le permis de démolir est périmé si les travaux ne sont pas entrepris dans le délai de trois ans à compter de la notification de la décision accordant le permis ou de la date à laquelle la décision tacite est intervenue. Il en est de même si, passé ce délai, les travaux sont interrompus pendant un délai supérieur à une année.